# 羅蒙諾索夫站
羅蒙諾索夫站（羅馬化：Lomonosovskaya）是聖彼得堡地鐵的一個車站。羅蒙諾索夫站開通於1970年12月21日，是聖彼得堡地鐵3號線的一個車站。車站名稱取自於羅蒙諾索夫陶瓷廠。